# Dorcatoma moderata
Dorcatoma moderata is een keversoort uit de familie klopkevers (Anobiidae). De wetenschappelijke naam van de soort is voor het eerst geldig gepubliceerd in 1966 door White.